# Tarō Shōji
Tarō Shōji  (東海林 太郎, Shōji Tarō), 11 décembre 1898 – 4 octobre 1972, est un chanteur japonais du genre ryūkōka.

## Jeunesse
Shōji naît à Akita dans la préfecture d'Akita. Son père est employé de la Société des chemins de fer de Mandchourie du Sud et ses parents s'installent au Mandchoukuo le laissant à la garde de sa grand-mère qui l'élève et l'initie au violon. Il est diplômé en économie marxiste du département de commerce de l'université Waseda. Il se marie peu de temps avant l'obtention de son diplôme d'études de premier cycle puis est engagé par la Division de recherche des chemins de fer de Mandchourie du Sud à la fin de ses études en 1923. Son travail principal porte sur la syndicalisation ; Cependant, ses points de vue très gauchistes indisposent ses employeurs et l'Armée impériale japonaise et il se trouve mis à l'écart à un poste dans une bibliothèque. Après sept ans passés au Mandchoukouo, il retourne au Japon où son frère dirige un restaurant chinois près de l'Université Waseda.

## Carrière musicale
Shōji fait ses débuts dans la carrière musicale en 1933. Il essaye de devenir un chanteur baryton occidental mais se retrouve chanteur de musique populaire. Son premier succès est la chanson Akagi no Komoriuta (赤城の子守唄) consacrée à Kunisada Chūji. Sortie en 1934, la chanson se vend à 400 000 exemplaires. Ce titre devient un modèle pour beaucoup de chanteurs moins connus des années 1930 et du début des années 1940 au sujet des anti-héros japonais tragiques ou semi-tragiques.
De 1934 à 1936, la jeune actrice Hideko Takamine et sa mère vivent avec Shōji bien qu'elle refuse son offre de l'adopter formellement.
Après la Seconde Guerre mondiale, nombre de ses chansons sont interdites par les forces américaines d'occupation parce que jugées trop nationalistes. Dans les années 1960 sa popularité est relancée car elle bénéficie d'une vague de nostalgie pour les chansons du début de l'ère Shōwa. Shōji apparaît à quatre reprises dans l'émission télévisée Kōhaku Uta Gassen de la NHK, la première fois en 1951, puis en 1955, en 1956 et en 1965. Il se produit au théâtre international d'Asakusa en 1957 et en 1963 est nommé 
président honoraire de l'Association japonaise des chanteurs. Il reçoit un prix au titre de « reconnaissance spéciale » au Japan Record Awards en 1965 avant d'être décoré de l'Ordre du Soleil levant du quatrième rang en 1969.
Shōji souffre d'un cancer mais surmonte sa maladie en 1964. Il meurt d'une hémorragie cérébrale en 1972.

## Discographie partielle
- 1933 : Egasa Higasa (絵傘日傘?)
- 1934 : Akagi no Komoriuta (赤城の子守唄, Berceuse d'Akagi?)
- 1936 : Kurai Nichiyōbi (暗い日曜日?, reprise de Sombre Dimanche)
- 1938 : Mugi to Heitai (麦と兵隊?)
- 1938 : Butaichō to Heitai (部隊長と兵隊?) avec Bin Uehara
- 1940 : Senjō Hatsu Butai (戦場初舞台?)
- 1941 : Gunkoku Maiougi (軍国舞扇?)

## Source de la traduction
- (en) Cet article est partiellement ou en totalité issu de l’article de Wikipédia en anglais intitulé « Taro Shoji » (voir la liste des auteurs).